# Sindaci di Polistena
Di seguito l'elenco cronologico dei sindaci di Polistena e delle altre figure apicali equivalenti che si sono succedute nel corso della storia.

## Regno di Napoli (1302-1816)
| Nominativo             | Partito | Mandato | Mandato       |
| Nominativo             | Partito | Inizio  | Fine          |
| ---------------------- | ------- | ------- | ------------- |
| Antonio Riccio         | –       | 1800    | 1808          |
| Domenico Siciliano     | –       | 1809    | 1809          |
| Nicola Jerace          | –       | 1811    | 1812          |
| Giovanfrancesco Rodinò | –       | 1813    | 20 marzo 1816 |

## Regno delle Due Sicilie (1816-1861)
| Nominativo                 | Partito | Mandato           | Mandato           |
| Nominativo                 | Partito | Inizio            | Fine              |
| -------------------------- | ------- | ----------------- | ----------------- |
| Nicola Lidonnici           | –       | 21 marzo 1816     | 29 gennaio 1822   |
| Gaetano Cannata            | –       | 30 gennaio 1822   | 30 marzo 1822     |
| Carmine Manfrè             | –       | 15 aprile 1822    | 12 gennaio 1828   |
| Giovan Battista Ierace     | –       | 13 gennaio 1828   | 1830              |
| Giuseppe Custorone         | –       | 1831              | 31 gennaio 1834   |
| Michel'Angelo Grio         | –       | 1 febbraio 1834   | 30 aprile 1837    |
| Domenico Antonio Amendolea | –       | 1 maggio 1837     | 20 maggio 1840    |
| Felice Antonio Sigillò     | –       | 21 maggio 1840    | 20 febbraio 1843  |
| Luiggi Rodinò              | –       | 21 febbraio 1843  | 5 ottobre 1846    |
| Giuseppe Zerbi             | –       | 6 ottobre 1846    | 8 gennaio 1849    |
| Domenico Custurone         | –       | 9 gennaio 1849    | 1853              |
| Battista Avati             | –       | 1853              | 1853              |
| Carmine Gerace             | –       | 1854              | 22 settembre 1855 |
| Saverio Rodinò             | –       | 23 settembre 1855 | 14 settembre 1860 |
| Vincenzo Grio              | –       | 15 settembre 1860 | 1861              |

## Regno d'Italia (1861-1946)
| Sindaci nominati dal governo (1861-1890)                           | Sindaci nominati dal governo (1861-1890) | Sindaci nominati dal governo (1861-1890) | Sindaci nominati dal governo (1861-1890) |
| Nominativo                                                         | Partito                                  | Mandato                                  | Mandato                                  |
| Nominativo                                                         | Partito                                  | Inizio                                   | Fine                                     |
| ------------------------------------------------------------------ | ---------------------------------------- | ---------------------------------------- | ---------------------------------------- |
| Vincenzo Grio                                                      | –                                        | 1861                                     | 9 giugno 1865                            |
| Michele Tigani                                                     | –                                        | 10 giugno 1865                           | 1866                                     |
| Vincenzo Grio                                                      | –                                        | 1867                                     | 1867                                     |
| Nicola Maria Sigillò                                               | –                                        | 1868                                     | 1868                                     |
| Vincenzo Grio                                                      | –                                        | 1869                                     | 1870                                     |
| Raffaele Sigillò                                                   | –                                        | 1871                                     | 1875                                     |
| Domenico Mileto                                                    | –                                        | 1876                                     | 1877                                     |
| Francesco Sofrè                                                    | –                                        | 1878                                     | 1881                                     |
| Michelangelo Grio                                                  | –                                        | 1882                                     | 1889                                     |
| Sindaci eletti dal consiglio comunale (1890-1926)                  |                                          |                                          |                                          |
| Nominativo                                                         | Partito                                  | Mandato                                  | Mandato                                  |
| Nominativo                                                         | Partito                                  | Inizio                                   | Fine                                     |
| Antonio Rodinò                                                     | –                                        | 1890                                     | 1894                                     |
| Raffaele Valensise                                                 | –                                        | 1895                                     | 1897                                     |
| Raffaele Sigillò                                                   | –                                        | 1898                                     | 1900                                     |
| Vincenzo Pochì                                                     | –                                        | 1901                                     | 1910                                     |
| Alfonso Tramontana                                                 | –                                        | 1911                                     | 1912                                     |
| Giuseppe Sofrè                                                     | –                                        | 1914                                     | 1918                                     |
| Carmelo Panato                                                     | –                                        | 1920                                     | 1922                                     |
| Luigi Valensise (Commissario prefettizio)                          | –                                        | 1923                                     | 1924                                     |
| Domenico Maria Giffone (Commissario prefettizio)                   | –                                        | 1925                                     | 1925                                     |
| Podestà nominati dal governo (1926-1944)                           |                                          |                                          |                                          |
| Nominativo                                                         | Partito                                  | Mandato                                  | Mandato                                  |
| Nominativo                                                         | Partito                                  | Inizio                                   | Fine                                     |
| Giuseppe Bombino                                                   | –                                        | 1926                                     | 1926                                     |
| Edoardo Sigillò                                                    | –                                        | 1927                                     | 1934                                     |
| Giuseppe Lombardi                                                  | –                                        | 1935                                     | 1941                                     |
| Orazio Giffone (Commissario prefettizio)                           | –                                        | 1942                                     | 1942                                     |
| Diego Borgese (Commissario prefettizio)                            | –                                        | 1943                                     | 1943                                     |
| Paolo Mondello (Commissario prefettizio)                           | –                                        | 1944                                     | 1944                                     |
| Sindaci nominati dal Comitato di Liberazione Nazionale (1944-1946) |                                          |                                          |                                          |
| Nominativo                                                         | Partito                                  | Mandato                                  | Mandato                                  |
| Nominativo                                                         | Partito                                  | Inizio                                   | Fine                                     |
| Giovan Francesco Amendolea (Commissario prefettizio)               | –                                        | 1945                                     | 1945                                     |

## Repubblica italiana (dal 1946)
| Sindaci eletti dal consiglio comunale (1946-1995)    | Sindaci eletti dal consiglio comunale (1946-1995)       | Sindaci eletti dal consiglio comunale (1946-1995) | Sindaci eletti dal consiglio comunale (1946-1995) | Sindaci eletti dal consiglio comunale (1946-1995) | Sindaci eletti dal consiglio comunale (1946-1995) |
| Nominativo                                           | Nominativo                                              | Partito                                           | Partito                                           | Mandato                                           | Mandato                                           |
| Nominativo                                           | Nominativo                                              | Partito                                           | Partito                                           | Inizio                                            | Fine                                              |
| ---------------------------------------------------- | ------------------------------------------------------- | ------------------------------------------------- | ------------------------------------------------- | ------------------------------------------------- | ------------------------------------------------- |
|                                                      | Domenico Mileto                                         |                                                   | Partito Socialista Italiano                       | 1946                                              | 1950                                              |
|                                                      | Michele Salvatore Pisano                                |                                                   | Partito Socialista Italiano                       | 1951                                              | 1951                                              |
|                                                      | Francesco Jerace                                        |                                                   | Partito Socialista Italiano                       | 1952                                              | 1955                                              |
|                                                      | Giovan Francesco Amendolea                              |                                                   | Democrazia Cristiana                              | 1956                                              | 1960                                              |
| 1960                                                 | Giovan Francesco Amendolea                              | 1964                                              | Democrazia Cristiana                              |                                                   |                                                   |
| 1965                                                 | Giovan Francesco Amendolea                              | 1969                                              | Democrazia Cristiana                              |                                                   |                                                   |
|                                                      | Girolamo Tripodi                                        |                                                   | Partito Comunista Italiano                        | 1970                                              | 1975                                              |
| 1975                                                 | Girolamo Tripodi                                        | 1980                                              | Partito Comunista Italiano                        |                                                   |                                                   |
| 1980                                                 | Girolamo Tripodi                                        | 1985                                              | Partito Comunista Italiano                        |                                                   |                                                   |
| 25 giugno 1985                                       | Girolamo Tripodi                                        | 6 agosto 1990                                     | Partito Comunista Italiano                        |                                                   |                                                   |
| 6 agosto 1990                                        | Girolamo Tripodi                                        | 11 ottobre 1990                                   | Partito Comunista Italiano                        |                                                   |                                                   |
|                                                      | Luisa Latella (Commissario prefettizio)                 | –                                                 | –                                                 | 11 ottobre 1990                                   | 17 dicembre 1990                                  |
|                                                      | Domenico Mannino (Commissario prefettizio)              | –                                                 | –                                                 | 20 aprile 1991                                    | 6 ottobre 1991                                    |
|                                                      | Luigi Ciardullo                                         |                                                   | Democrazia Cristiana                              | 20 dicembre 1991                                  | 12 novembre 1992                                  |
|                                                      | Francesco Mammola                                       |                                                   | Democrazia Cristiana                              | 2 gennaio 1993                                    | 15 aprile 1994                                    |
|                                                      | Salvatore Castiglione                                   |                                                   | Federazione dei Verdi                             | 14 giugno 1994                                    | 12 maggio 1995                                    |
| Sindaci eletti direttamente dai cittadini (dal 1995) |                                                         |                                                   |                                                   |                                                   |                                                   |
| Nominativo                                           | Nominativo                                              | Partito                                           | Partito                                           | Mandato                                           | Mandato                                           |
| Nominativo                                           | Nominativo                                              | Partito                                           | Partito                                           | Inizio                                            | Fine                                              |
|                                                      | Vittorio Panzera (Commissario prefettizio)              | –                                                 | –                                                 | 28 giugno 1995                                    | 1 settembre 1995                                  |
|                                                      | Vittorio Panzera (Commissario straordinario)            | –                                                 | –                                                 | 1 settembre 1995                                  | 4 settembre 1995                                  |
|                                                      | Francesco Musolino (Commissario straordinario)          | –                                                 | –                                                 | 4 settembre 1995                                  | 20 novembre 1995                                  |
|                                                      | Girolamo Tripodi                                        |                                                   | Partito della Rifondazione Comunista              | 20 novembre 1995                                  | 17 aprile 2000                                    |
|                                                      | Girolamo Tripodi                                        | Lista civica di centro-sinistra                   | 17 aprile 2000                                    | 5 aprile 2005                                     |                                                   |
|                                                      | Giovanni Laruffa                                        |                                                   | Lista civica                                      | 5 aprile 2005                                     | 30 marzo 2010                                     |
|                                                      | Michele Tripodi                                         |                                                   | Lista civica                                      | 30 marzo 2010                                     | 1 giugno 2015                                     |
|                                                      | Michele Tripodi                                         | Lista civica                                      | 1 giugno 2015                                     | 23 settembre 2020                                 |                                                   |
|                                                      | Marco Policaro                                          |                                                   | Lista civica                                      | 23 settembre 2020                                 | 19 febbraio 2021                                  |
|                                                      | Umberto Pio Antonio Campini (Commissario prefettizio)   | –                                                 | –                                                 | 19 febbraio 2021                                  | 23 febbraio 2021                                  |
|                                                      | Umberto Pio Antonio Campini (Commissario straordinario) | –                                                 | –                                                 | 23 febbraio 2021                                  | 5 ottobre 2021                                    |
|                                                      | Michele Tripodi                                         |                                                   | Rialzati Polistena (PCI-Generazione.com)          | 5 ottobre 2021                                    | in carica                                         |